# Haematopus palliatus

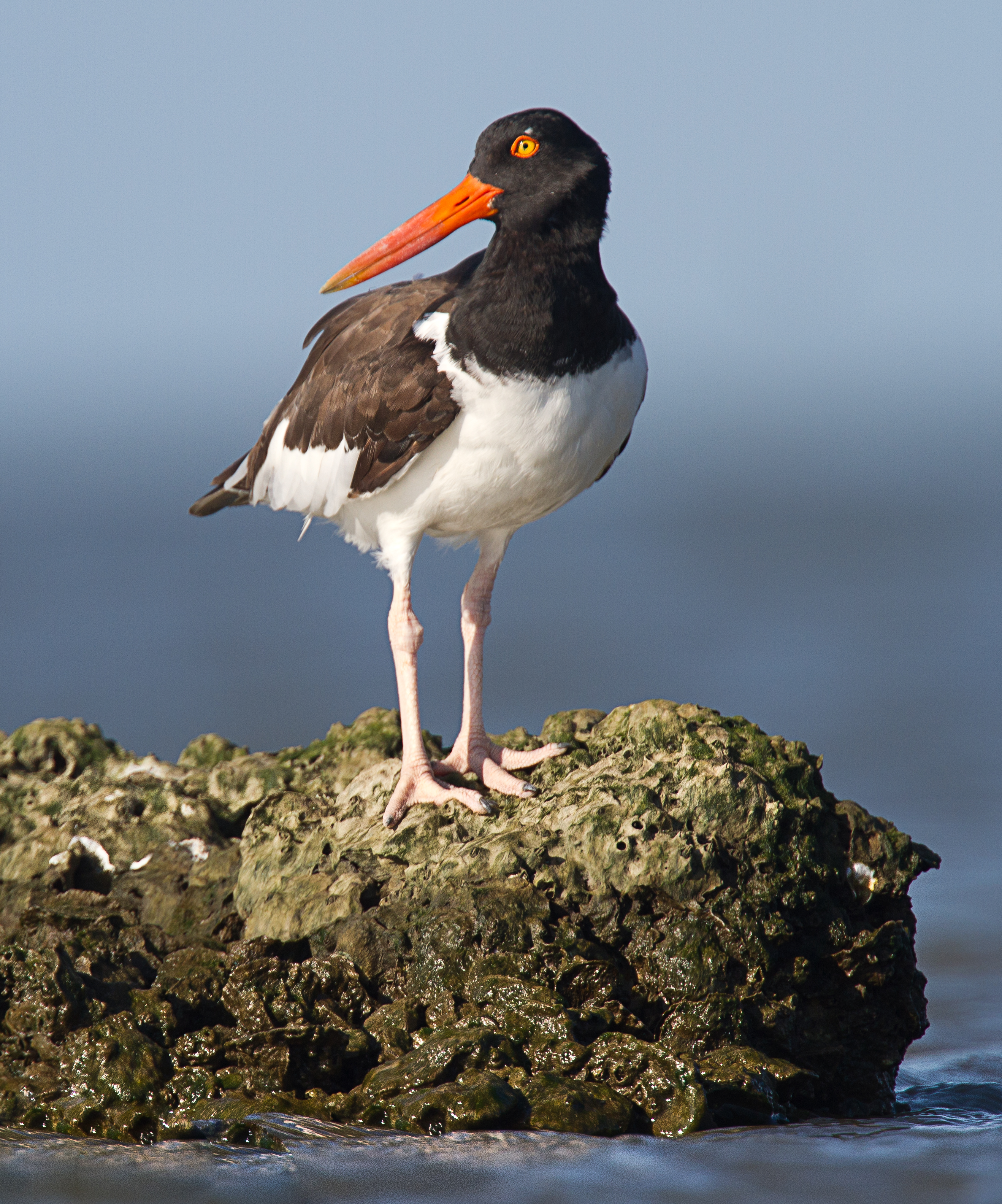
Texas City, Texas

Chim mò ốc Mỹ (danh pháp hai phần: Haematopus palliatus) là một loài chim trong họ Haematopodidae. Loài chim này có lông thân màu đen và trắng và mỏ màu cam dày và dài. Loài chim này dài khoảng 42 – 52 cm.
Loài này có ở bờ biển Đại Tây Dương của Bắc Mỹ từ New England đến bắc Florida, nơi nó cũng được tìm thấy ở vịnh Mexico, và phía nam đến bắc Nam Mỹ. Nó cũng được tìm thấy ở bờ Thái Bình Dương của México, Trung Mỹ và miền bắc Nam Mỹ. Trong thế kỷ 19, chúng đã trở thành tuyệt chủng cục bộ ở phía đông bắc do hoạt động săn bắn phục vụ thị trường và nhặt trứng. Sau khi nhận được bảo hộ theo Đạo luật hiệp ước chim di cư, phạm vi phân bố của chúng mở rộng về phía Bắc để tái chiếm lĩnh môi trường sống lịch sử ở New England.
Chim mò sò Mỹ gắn chặt với môi trường sống ven biển. Chúng làm tổ trên các bãi biển trên các đảo ven biển và ăn động vật không xương sống biển. Mỏ nặng lớn, được sử dụng để dò vỏ ốc mở của động vật thân mềm. Chim mò sò Mỹ đẻ một tổ hai hoặc ba quả trứng. Vào mùa đông, chúng được tìm thấy trong đàn dọc theo bờ biển từ trung tâm New Jersey đến vịnh Mexico.

## Hình ảnh

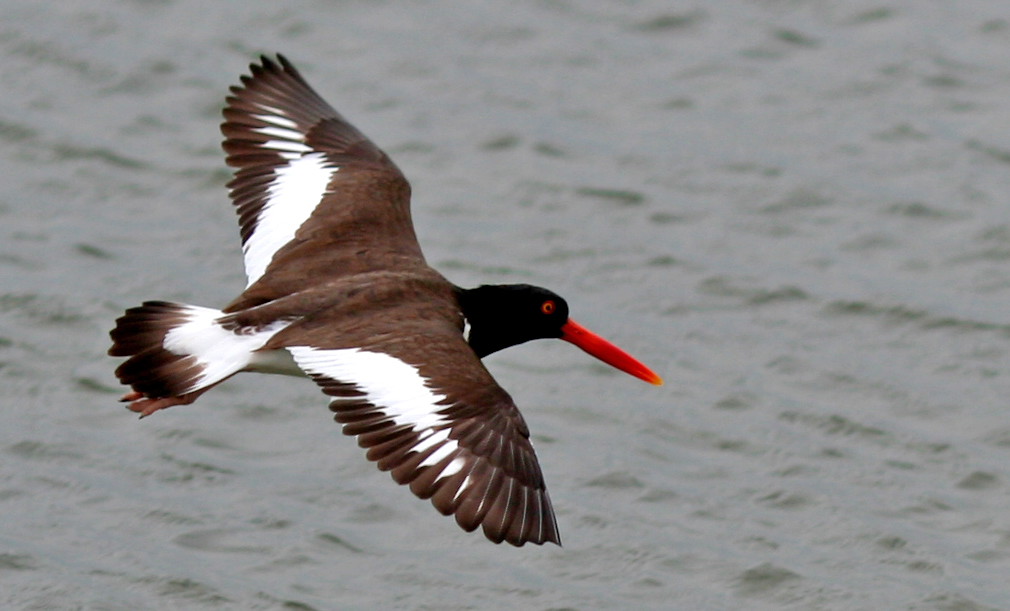
Đan bay ở Tây Florida
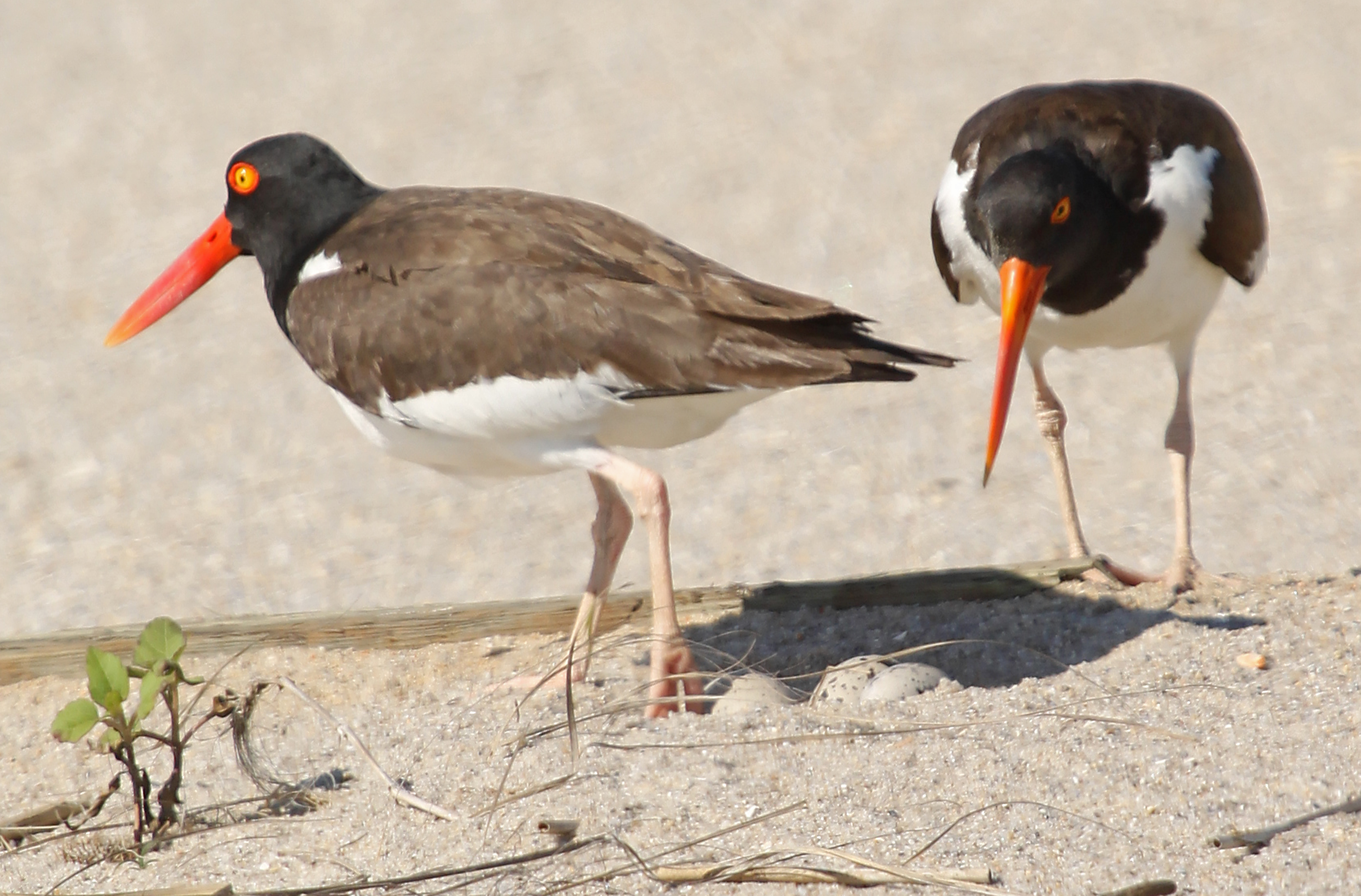
Hai con đứng gần trứng ở một tổ ở bờ Đại Tây Dương, New Jersey, Hoa Kỳ
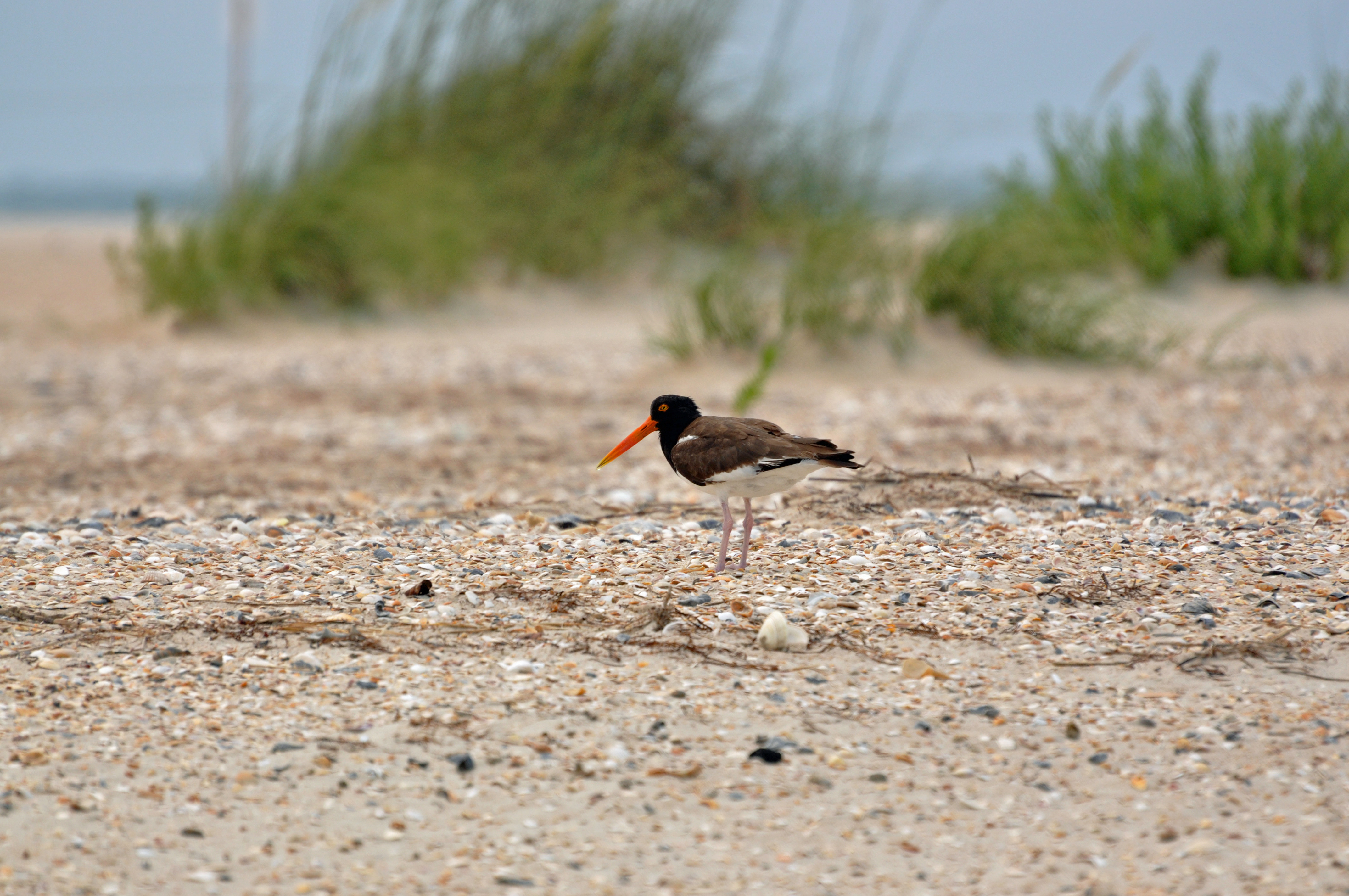
Một cặp đứng canh trứng của chúng ở Cape Lookout Bight, NC